# Prîvilne, Illinți
Prîvilne (în ucraineană Привільне) este un sat în comuna Bilkî din raionul Illinți, regiunea Vinnița, Ucraina.

## Demografie
Componența lingvistică a localității Prîvilne
     Ucraineană (98,95%)
     Rusă (1,05%)
Conform recensământului din 2001, majoritatea populației localității Prîvilne era vorbitoare de ucraineană (98,95%), existând în minoritate și vorbitori de rusă (1,05%).